# Kazimierz Dróżdż
Kazimierz Dróżdż (ur. 13 maja 1905 w Dąbrowie Górniczej, zm. 13 grudnia 1973 w Zawierciu) – polski polityk, przewodniczący Prezydium Miejskiej Rady Narodowej w Zawierciu w latach 1958–1965.

## Biografia
Pochodził z rodziny robotniczej. Ukończył szkołę podstawową, po czym podjął zatrudnienie w Hucie Zawiercie. W 1921 roku został członkiem Klasowego Związku Metalowców. Za udział w strajkach był dwukrotnie aresztowany. W trakcie II wojny światowej przebywał na robotach przymusowych w III Rzeszy. Po zakończeniu wojny zajmował się aprowizacją w Hucie Zawiercie, a w 1948 roku został mianowany dyrektorem działu socjalnego Centralnego Zarządu Przemysłu Hutniczego w Katowicach. W latach 1951–1953 pracował w placówce konsularnej w Düsseldorfie, a następnie wrócił do Zawiercia, podejmując pracę jako dyspozytor w Hucie Zawiercie. W latach 1958–1965 był przewodniczącym prezydium Miejskiej Rady Narodowej w Zawierciu. W 1965 roku odszedł na rentę specjalną.